# Marcello Introna
Marcello Introna (Bari, 21 gennaio 1977) è uno scrittore italiano.

## Biografia
Nato a Bari, dopo aver frequentato il liceo classico si laurea in medicina veterinaria, conseguendo un dottorato di ricerca presso il DETO (Dipartimento dell’Emergenza e dei Trapianti di Organi dell'Università di Bari).
Esordisce nel 2012 con il romanzo Percoco, edito da Il Grillo e ripubblicato quattro anni più tardi da Mondadori. Nel 2023 è stato realizzato un adattamento cinematografico del romanzo, Percoco - Il primo mostro d'Italia, prodotto da Cesare Fragnelli di Altre Storie, diretto da Pierluigi Ferrandini, distribuito in streaming su RaiPlay.

## Pubblicazioni

### Romanzi
- Percoco, Il Grillo editore, 2012. ISBN 8866530441.
- Percoco, Mondadori, 2016 (Edizione rivista e aggiornata). ISBN 9788804755715.
- Castigo di Dio, Mondadori, 2018. ISBN 9788804685777.
- Oro Forca Fiamme, Mondadori, 2024. ISBN 9788804789437.

### Racconti
- Siamo stati noi, Laterza, all’interno della raccolta Attenti al cane!
- Cinquantuno rose bianche, Edizioni del Sud, all’interno della raccolta baresi nel cuore, a cura di Vito Introna.